# أرينزو
أرينزو، هي قرية ومدينة تقع في مقاطعة كاسيرتا، كامبانيا، جنوب إيطاليا. تقع من الجانب الآخر من طريق Appian.

## المعالم السياحية الرئيسية
على التل فوق المدينة لازال بقايا قلعة من القرون الوسطى تم تفكيكها بواسطة روجر الثاني ملك صقلية في عام 1135 ابان معركة ضد البارونات الغير مؤيدين. تم بناء المدينة الجديدة («تيرا موراتا»، والتي تعني المدينة المصونة أو المحصنة) عند سفح التل تحت إشراف الملك وظلت على حالها حتى يومنا هذا.
مع أن كنيسة سانت أندريا الرعوية الكبيرة قد تأسست خلال سيطرة نورمان (1151) إلا أنها لا تحتوي على أي اثارالى حد كبير من تلك الفترة. توجد رسمة جدارية ليوم الحساب تستر جدران كنيسة صغيرة على يسار المدخل (1602). تمتلك الكنيسة أيضًا على الكثير من التماثيل الخشبية من القرنين السادس عشر والسابع عشر، بما في ذلك تمثال للقديس أندرو.
تم بناء مبنى العبادة Capuchin الواقع على تل قريب ومغمور في بستان أشجار الليمون الخاص بالمبنى في عام 1561، مع ان تم إعادة بناء الكنيسة في القرن الثامن عشر. فهي تحتوي الكنيسة ذات الصحن الواحد المخصصة لمادونا ديجلي أنجيلي على الكثير من اللوحات المهمة: المهد في أوائل القرن السادس عشر لرسام كالابريا بيترو نيغروني ومادونا التي رسمها فرانشيسكو سيليبرانو. عاش القديس ليوبولدو مانديك هنا لمدة عام محاذة نهاية الحرب العالمية الأولى.

## اشخاص
جياكومو فيوريا، الممثل المسرحي والسينمائي، قد ولد في أرينزو. جعل هذا القديس ألفونس ليغوري، رئيس قساوسسة سانت أغاثا القوطي، مكان نشأته الأسقفي عندما بدأت عافيته في التقهقر.

## روابط خارجية
- http://www.comune.arienzo.ce.it